# Dariusz Kosiński
Dariusz Kosiński (ur. 1 lipca 1966) – polski teatrolog i performatyk, profesor nauk humanistycznych i nauczyciel akademicki.

## Życiorys
W 1995 obronił pracę doktorską Sztuka aktorska Wandy Siemaszkowej, napisaną pod kierunkiem Jana Michalika, stopień doktora habilitowanego otrzymał w 2004, tytuł profesora w 2012. Był współzałożycielem i kierownikiem Katedry Performatyki Wydziału Polonistyki Uniwersytetu Jagiellońskiego, z którą był związany do 2019, następnie został kierownikiem Pracowni Kultury Polskiej na Świecie w Instytucie Glottodydaktyki Polonistycznej UJ. W swoich badaniach zajmował się sztuką aktorską XIX wieku, polską tradycją teatralną i performatywną, twórczością Jerzego Grotowskiego (jest autorem jego biografii, był członkiem komitetu redakcyjnego Tekstów zebranych Grotowskiego (wyd. 2012)). 
W latach 2010–2013 był dyrektorem programowym Instytutu im. Jerzego Grotowskiego we Wrocławiu, a w latach 2014-2018 zastępcą dyrektora Instytutu Teatralnego im. Zbigniewa Raszewskiego w Warszawie, był wiceprezesem Polskiego Towarzystwa Badań Teatralnych (2012-2016).
Jest laureatem Nagrody im. księdza Józefa Tischnera (2011) i Nagrody im. Jerzego Giedroycia (2012) za książkę Teatra polskie. Historie.

## Książki
- Sztuka aktorska Wandy Siemaszkowej, Kraków 1997
- Słownik postaci dramatycznych, Kraków 1999
- Sztuka aktorska w polskim piśmiennictwie teatralnym XIX wieku – główne problemy, Kraków 2003
- Sceny z życia dramatu, Kraków 2004
- Juliusz Osterwa Przez teatr – poza teatr. Wybór pism, Wrocław 2004 - opracowanie i redakcja wspólnie z Ireneuszem Guszpitem
- Dramaturgia praktyczna. Polska sztuka aktorska XIX wieku w piśmiennictwie teatralnym swej epoki, Kraków 2005
- Słownik teatru, Kraków 2006
- Polski teatr przemiany, Wrocław 2007
- Juliusz Osterwa Antygona, Hamlet, Tobiasz dla Teatru Społecznego - opracowanie i redakcja wspólnie z Ireneuszem Guszpitem
- Grotowski. Przewodnik, Wrocław 2009
- Teatra polskie. Historie, Warszawa 2010
- Teatra polskie. Rok katastrofy, Warszawa 2012
- Grotowski. Profanacje, Wrocław 2015
- Performatyka. W(y)prowadzenia, Kraków 2016
- Farsy-misteria. Przedstawienia Jerzego Grotowskiego w Teatrze 13 Rzędów w (1959–1960), Wrocław 2018